# 謝別日國家公園
56°16′N 28°30′E / 56.267°N 28.500°E

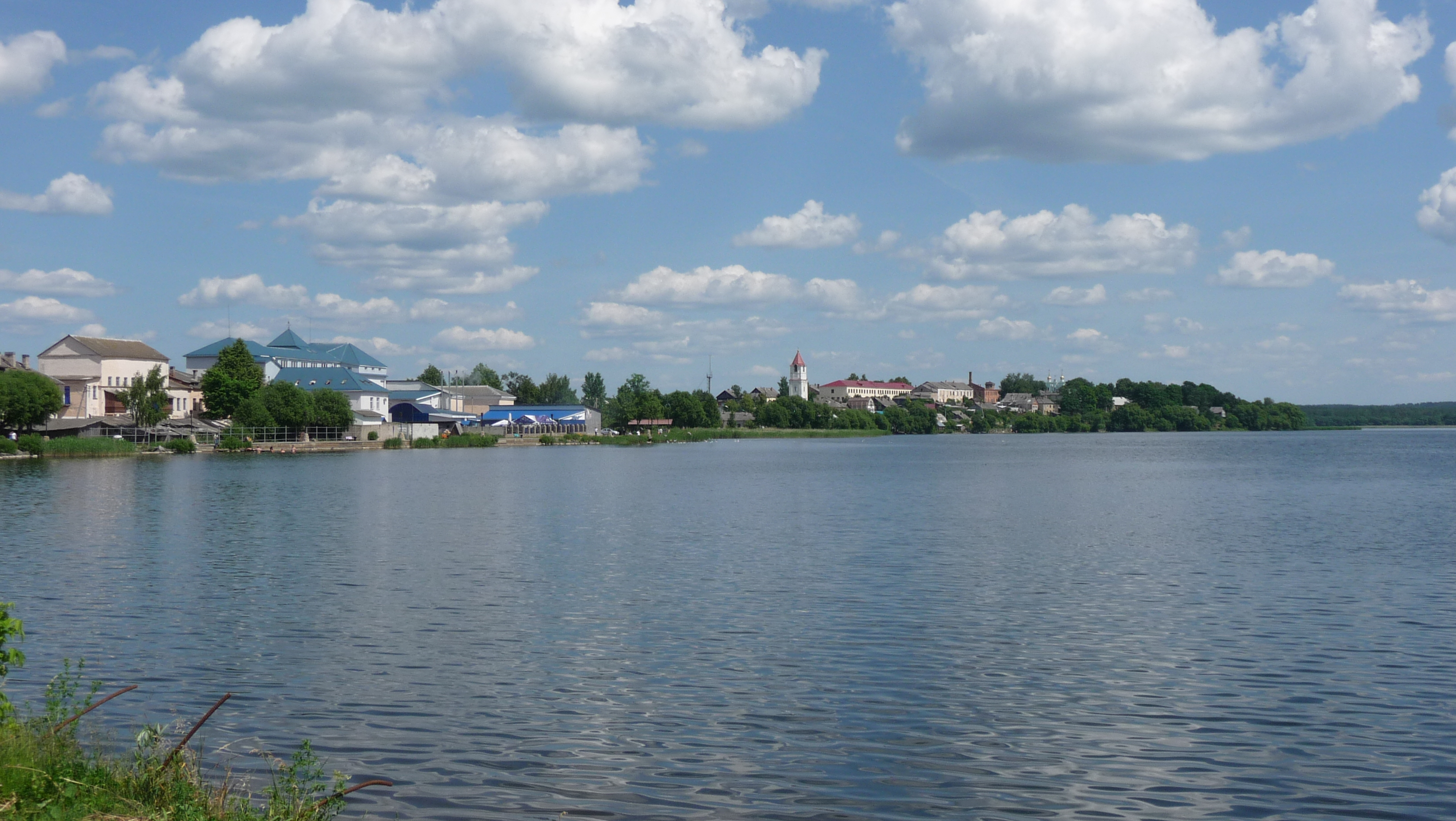

謝別日國家公園是俄羅斯的國家公園，位於該國西北部普斯科夫州，成立於1996年1月8日，面積500平方公里，有30種魚類、8種兩棲類、5種爬蟲類、202種鳥類、49種哺乳類動物棲息。